# Francisco Javier Domínguez Serrano
Francisco Javier Domínguez Serrano (Baena, 1968) és un enginyer agrònom i polític català, diputat al Parlament de Catalunya en l'onzena i dotzena legislatures.

## Biografia
Va néixer a Baena (província de Còrdova) però des dels sis mesos viu al barri del port de Tarragona. Es llicencià en enginyeria agrària a la Universitat de Lleida i fou professor a l'Escola de Capacitació Agrària Mas Bové de Reus. També ha col·laborat amb el laboratori d'investigació agrària de la Universitat de Lleida.
Des del 1999 treballa com a funcionari de l'Ajuntament de Tarragona, actualment com a cap de parcs i jardins. Membre de Ciutadans - Partit de la Ciutadania, ha estat elegit diputat a les eleccions al Parlament de Catalunya de 2015 i a les de 2017.